# Hoegaarden Fruitbier
Hoegaarden fruitbier is verzamelnaam voor enkele Belgisch bieren.
De bieren worden gebrouwen in Brouwerij De Kluis (onderdeel van Anheuser-Busch InBev) te Hoegaarden.
Momenteel zijn er 2 varianten beschikbaar:
- Hoegaarden Rosée is een roze fruitbier op basis van witbier (Hoegaarden). Het heeft een alcoholpercentage van 3%. Het bier werd gelanceerd in 2007.[1] Het bevat de smaak van frambozen. De afwerking van dit bier gebeurt bij Brouwerij Belle-Vue te Sint-Pieters-Leeuw.[2]
- Hoegaarden Citron is een blond fruitbier op basis van witbier (Hoegaarden). Het heeft een alcoholpercentage van 3%. Het bier werd gelanceerd in 2008. Het bevat een zachte citrussmaak.